# Semele (thực vật)
Semele là một chi thực vật có hoa trong họ Asparagaceae.